# Cocytia durvillii
Cocytia durvillii är en fjärilsart som beskrevs av Jean Baptiste Boisduval 1828. Cocytia durvillii ingår i släktet Cocytia och familjen nattflyn. Inga underarter finns listade i Catalogue of Life.

## Bildgalleri

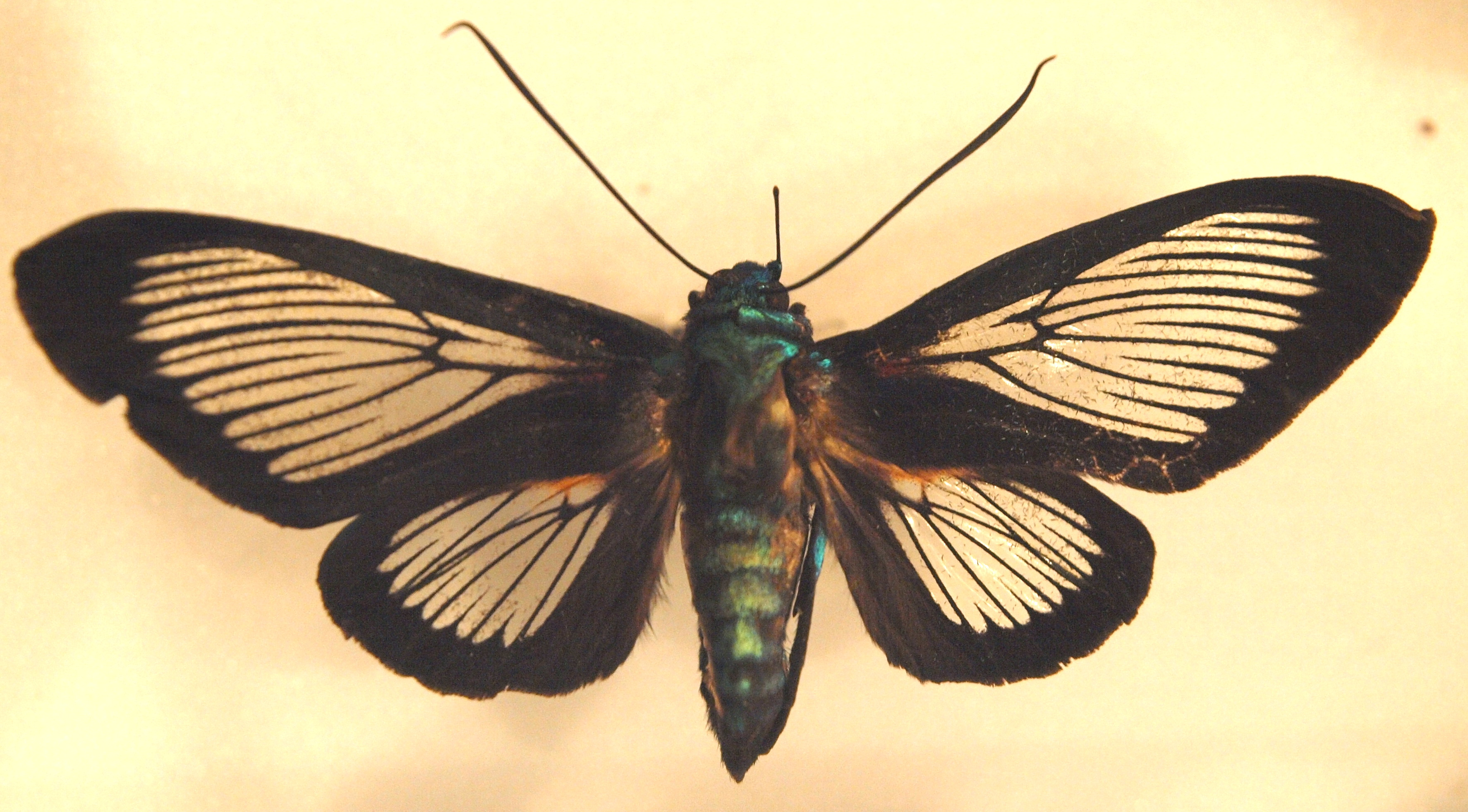